# 銣-鍶定年法
銣-鍶定年法（英語：rubidium-strontium dating）是一種輻射測年技術，根據岩石和礦物的同位素銣（87Rb）和鍶（87Sr, 86Sr）的含量來確定岩石和礦物的年齡。銣有兩種天然同位素，其中之一，是87Rb，衰變後為 87Sr，半衰期為492.3億年。鍶有四種天然同位素，但只有87Sr一種可在地球上產生衰變，故隨著87Rb的衰變，87Sr 的量會增加，而其他 Sr 同位素的數量則保持不變。因此，可以根據 87Sr/86Sr 的增加量來計算樣品形成時的年齡。
從同一岩漿結晶出來的礦物，具有與母體岩漿相同的原始 87Sr/86Sr比率。由於一些礦物中的 Rb 會替代 K，這些礦物具有不同的原始 Rb/Sr 比。因此87Sr/86Sr 比率在 Rb 含量較低的礦物中不會增加太多。通常，Rb/Sr 比率按斜長石、角閃石、鉀長石、黑雲母、白雲母的順序增加。因此，若礦物歷經同一時期的衰變，則礦物中測得的 87Sr/86Sr 比率值，以相同的順序增加。因此，通過比較岩石樣本中的不同礦物，可以推斷出原始的 87Sr/86Sr 比率並確定岩石的年齡。
此外，Rb 是一種高度不相容的元素，在地幔部分熔融過程中，進入岩漿熔體的Rb較保留在地幔礦物中的高。而由於地殼岩石礦物中的 Rb 相比地幔礦物的而言更為富集，因而地殼岩石中的 87Sr/86Sr 高於地幔岩石。因此，這樣就能夠區分由地殼岩石熔化產生的岩漿和由地幔岩石熔化產生的岩，而且，亦可從 87Sr/86Sr 兩者估計地殼岩石最初從地幔岩漿形成的時間，也不受後期變質甚至熔化和重結晶的影響，從而為地殼的年齡提供了證據。